# Burg Heilsberg
Die Burg Heilsberg ist eine Burg in der damals ostpreußischen Stadt Heilsberg, heute Lidzbark Warmiński. Die Burg diente bis 1795 als Residenz der ermländischen Bischöfe. Nikolaus Kopernikus wirkte hier von 1504 bis 1510 als Leibarzt seines Onkels, des hier residierenden Bischofs Lukas Watzenrode.

## Geschichte
1241 wurde Heilsberg von den Rittern des Deutschen Ordens erobert. Da im Zweiten Prußenaufstand (1260–1274) der Ort wieder verloren ging, hat 1350 der Bischof Johann I. von Meißen beschlossen, diesen durch eine Burg zu befestigen, die von 1350 bis 1401 zur Amtszeit der Bischöfe Johann II. Stryprock und Heinrich III. Sorbom erbaut wurde. Des Weiteren verlegte 1350 Johann I. von Meißen den Bischofssitz von Wormditt nach Heilsberg.
Von 1466 bis 1772 gehörte die Burg zu Königlich Preußen. Nach der Ersten polnischen Teilung 1772 ging die Burg an Preußen über. 1795 wurde die leerstehende Burganlage von Ignacy Krasicki aufgegeben. Sie diente zunächst als Kaserne. Später wurde eine Waisen- und Krankenanstalt eingerichtet. Im Hof wurde ein Standbild der Heiligen Katharina aufgestellt. Zwischen den beiden Weltkriegen beherbergte die Burg eine Jugendherberge.
Der größte Verdienst zur Erhaltung der Burganlage, die ursprünglich abgerissen werden sollte, kommt Ferdinand von Quast und Karl Hauke zu. Obwohl fast ganz Heilsberg im Zweiten Weltkrieg zerstört wurde, blieb die Burganlage nahezu unversehrt.
Heute, als eine Abteilung des Museums für Ermland und Masuren, beherbergt sie eine Sammlung mittelalterlicher Kunst.
Südlich der Burg befindet sich eine zum Teil aus dem Mittelalter stammende Vorburg.